# Panzergruppe Guderian
O Panzergruppe Guderian foi um Grupo de Exército Panzer da Alemanha na Segunda Guerra Mundial que teve um curto período de serviço, sendo redesignado XIX Corpo de Exército em Junho de 1940.

## Comandantes
- Generaloberst Heinz Guderian   (5 Junho 1940 - 30 Junho 1940)

## Área de Operações
- França (Junho 1940)

## Ordem de Batalha

### 28 de Maio de 1940
- HQ
- XXXIX Corpo de Exército
- 1ª Divisão Panzer
- 2ª Divisão Panzer
- 29ª Divisão de Infantaria (mot.)
- XLI Corpo de Exército
- 6ª Divisão Panzer
- 8ª Divisão Panzer
- 20ª Divisão de Infantaria (mot.)